# Martin Mendonça
Martin Andrade de Mendonça (Salvador, 3 de junho de 1976) é um cantor, músico e guitarrista brasileiro de rock and roll. Ficou conhecido ao tocar ao lado da cantora Pitty na banda homônima e também no projeto paralelo Agridoce.

## Carreira
Mendonça começou tocando violão e passou a tocar guitarra entre 16 e 17 anos.
Ele tocou na banda baiana Cascadura e com a qual mudou-se, em 2003, para a cidade de São Paulo a fim de tentar um carreira a nível nacional, porém as tentativas dos integrantes falharam, levando o guitarrista de volta para Salvador. Em dezembro de 2004, Mendonça foi convidado para tocar com Pitty e retornou para São Paulo em 2005.

### Carreira solo e outros projetos

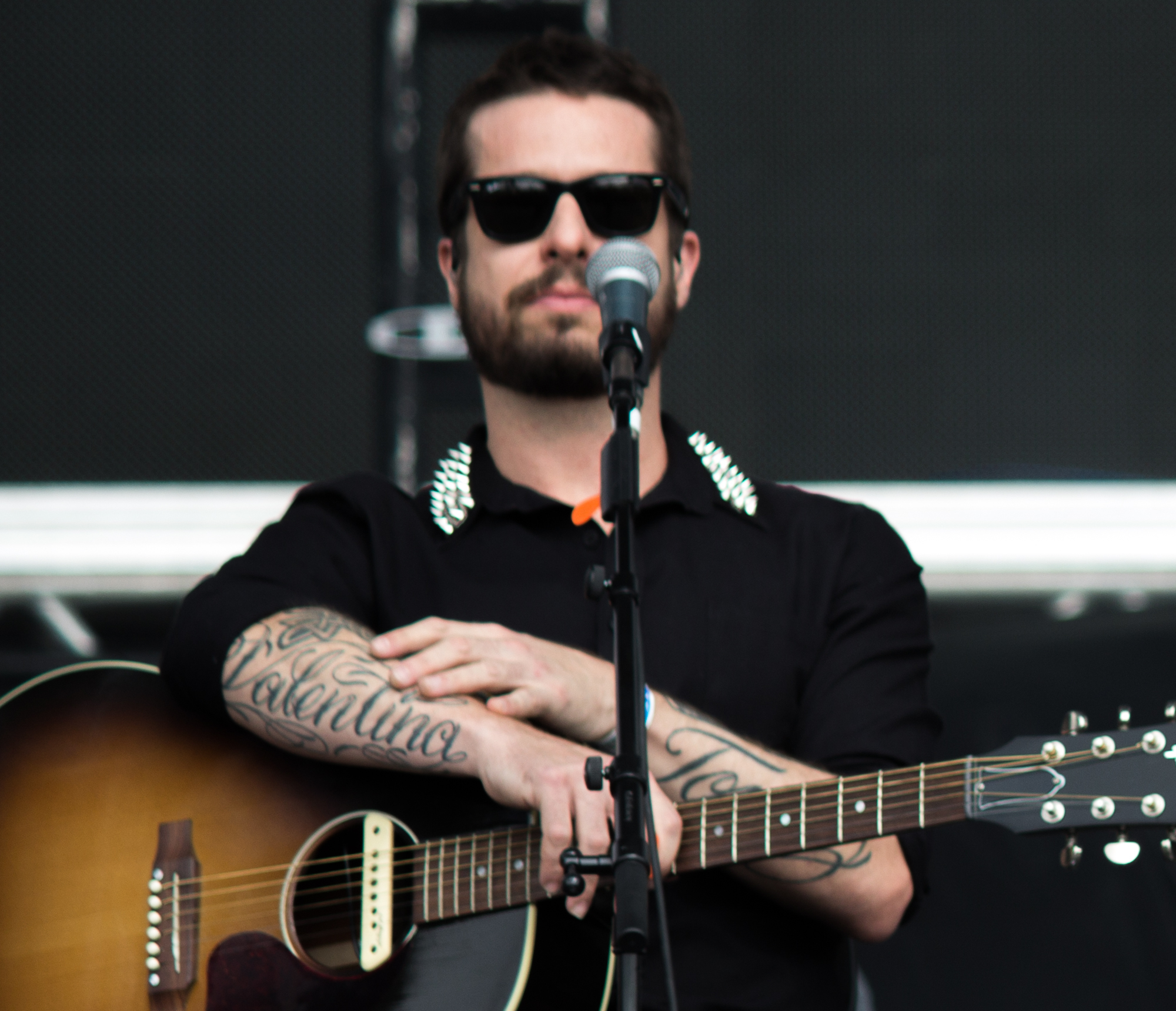
Mendonça no Lollapalooza 2013.

Em 2010, Mendonça lançou o álbum Dezenove Vezes Amor em parceria com o baterista Duda Machado. Eles tocam nove músicas, incluindo “Passa em Volta”, “Daqui pra Frente” e “Me Perdi”.
Em 2015, após uma década acompanhando Pitty em sua banda, o guitarrista anunciou o lançamento de seu primeiro álbum solo. O disco se chama Quando Um Não Quer... e foi lançado apenas em formato digital. O trabalho foi lançado pela Deckdisc e contou com nove faixas, sendo a maioria inédita. A única exceção é “Coisas Boas”, a primeira faixa do álbum a ser disponibilizada, que foi escrita por Fábio Cascadura e Ricardo Alves. O segundo single foi disponibilizado em 12 de fevereiro de 2015, a música “Mesmo”, com participação de Lira e Pitty.
Após o lançamento do álbum, Mendonça viajou pelo Brasil com o show Quando Um Não Quer Acústico, acompanhado por Guilherme Almeida. O show foi uma reinterpretação de suas músicas em um formato mais intimista. O setlist incluiu canções do novo álbum, músicas do Dezenove Vezes Amor, algumas parcerias e canções que o influenciaram.

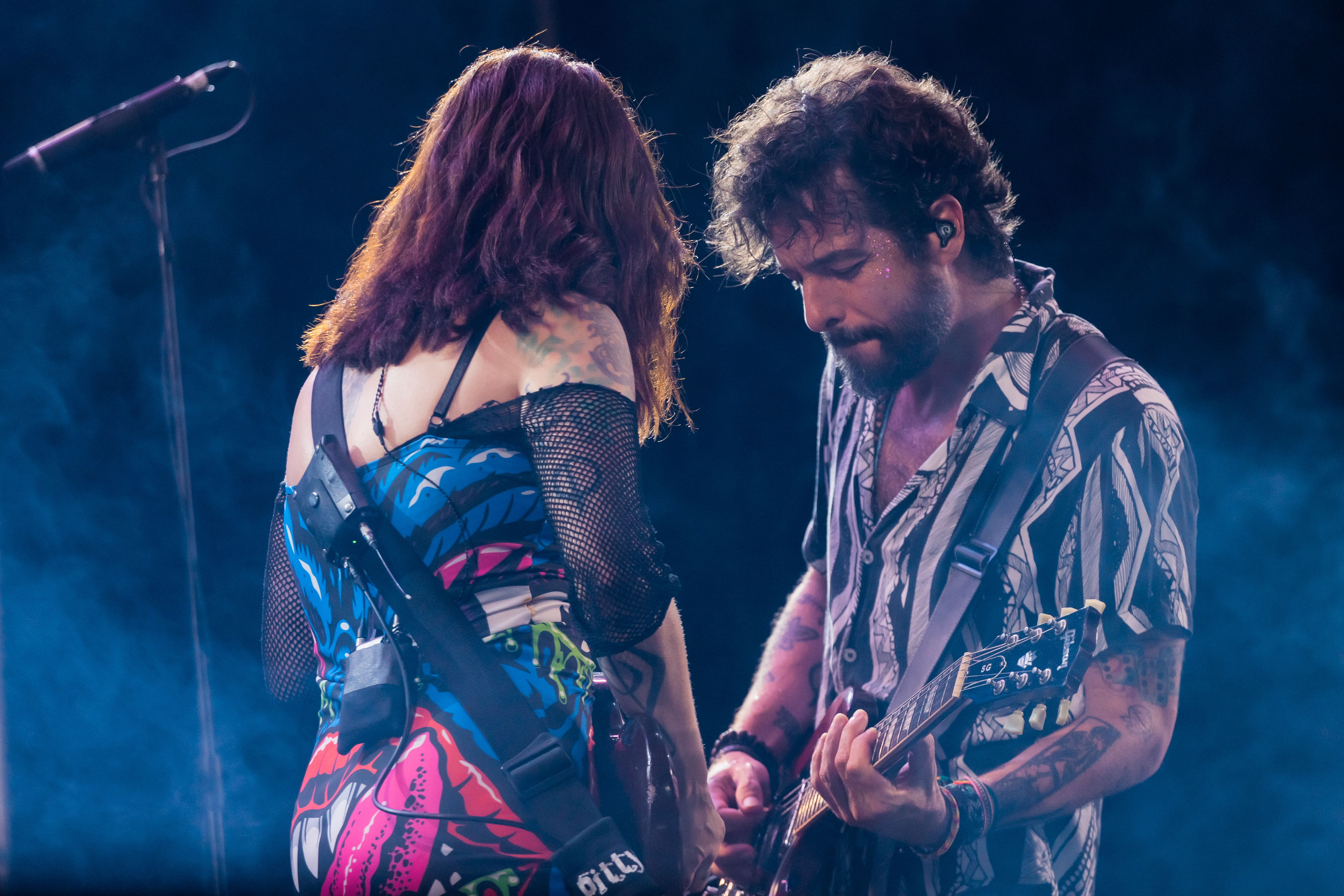
Mendonça e Pitty durante o Carnaval de Olinda (2024)

Em 2020, Mendonça se juntou a Gui Almeida e Paulo Kishimoto para gravar o álbum totalmente instrumental Martin, Kishi & Gui, Vol. 1. O trabalho foi todo gravado remotamente, com os músicos produzindo suas partes em seus próprios estúdios caseiros. Mendonça (guitarra), Almeida (baixo) e Kishimoto (teclados) trouxeram suas ideias e cada um gravou três das nove faixas, tornando-o variado e com um pouco das influências e inspirações de cada artista.

## Vida pessoal
Mendonça é natural de Salvador, Bahia e mudou para São Paulo em 2005, quando se tornou o guitarrista oficial de Pitty.
Mendonça é pai de Tomaz e da Valentina frutos de seu relacionamento de longa data com Juana Diniz.

## Discografia

### Solo
| Ano  | Detalhes do Extended Play (EP) |
| ---- | --- |
| 2015 | Quando Um Não Quer... - Lançamento: 10 de Março de 2015 - Gravadora: Deckdisc - Formato: Download digital Singles 1. "Coisas Boas" 2. "Mesmo" |

### Com Martin & Eduardo
| Ano  | Detalhes do Extended Play (EP)                                                           |
| ---- | ---------------------------------------------------------------------------------------- |
| 2010 | Dezenove Vezes Amor - Lançamento: 2010 - Gravadora: Deckdisc - Formato: Download digital |

### ComAgridoce
| Ano  | Detalhes do Álbum de estúdio & EP |
| ---- | --- |
| 2011 | Agridoce - Lançamento: 7 de novembro de 2011 - Gravadora: Deckdisc - Formato(s): CD, LP, Download digital Singles 1. "Dançando" 2. "130 Anos" |
| 2012 | Agridoce E.P. - Lançamento: 15 de maio de 2012 - Gravadora: Deckdisc - Formato(s): EP, download digital                                       |

| Ano  | Detalhes do DVD |
| ---- | --- |
| 2012 | Multishow Registro: Agridoce – 20 Passos - Lançamento: 25 de maio de 2012 - Gravadora(s): Deckdisc; Multishow - Informação(s): Videoclipes; Documentário |

### ComPitty
- Anacrônico (2005)
- Chiaroscuro (2009)
- Setevidas (2014)
- Matriz (2019)

## Equipamento

### Amplificação

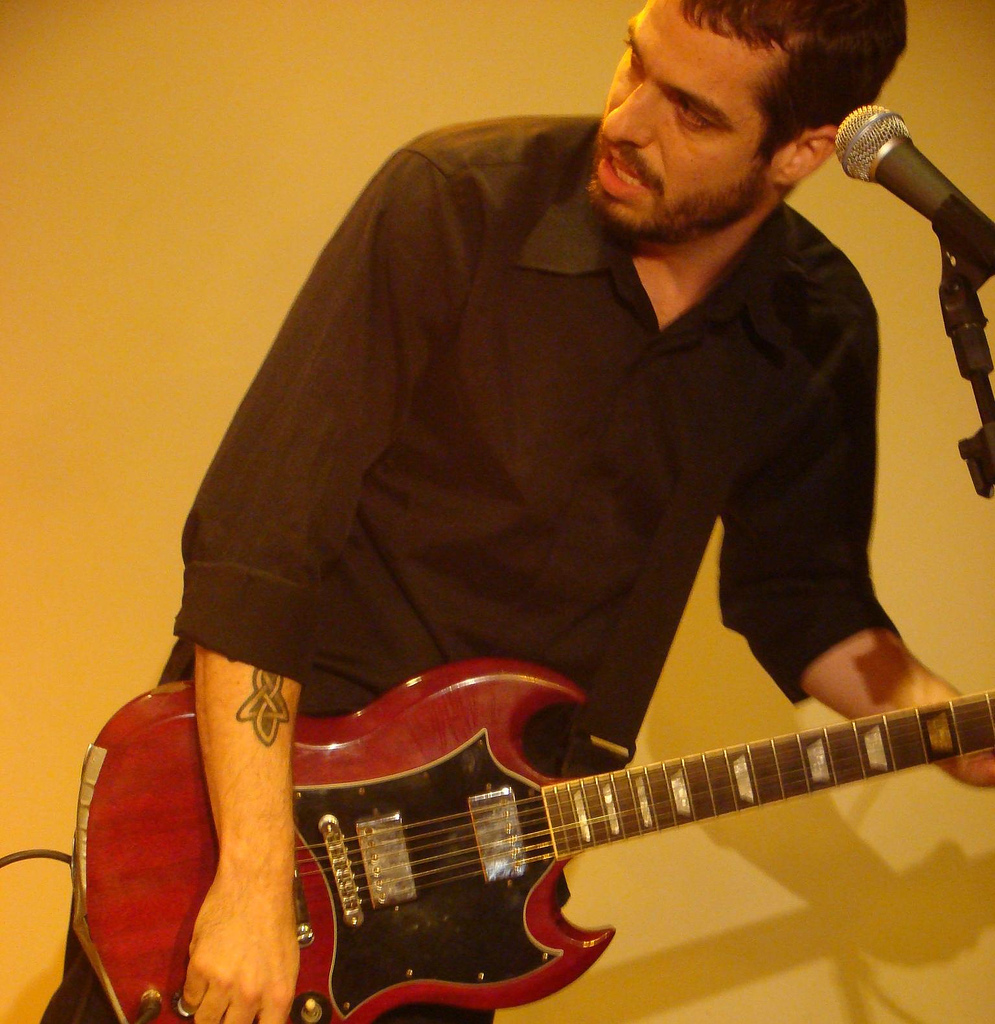
Mendonça em 2008

- 2 Cabeçotes Marshall 1959 Super Lead Plexi
- 2 Caixas Marshall 1960
- 2 Cabeçotes modelo Viralata da fabricante brasileira Gato Preto Classics
- 2 Gabinetes modelo Viralata
- 2 Cabeçotes modelo Gamba da fabricante brasileira Gato Preto Classics
- 2 Gabinetes modelo Gamba

### Cabos
- Hayonik

### Guitarras
- Gibson SG Standard
- Gibson Les Paul Standard
- Gibson ES 335
- Gibson SG Customized

### Pedais
- Line 6 DL-4 Delay
- Ibanez TS9 Tube Screamer
- Korg DT-10BR Chromatic Tuner
- Boss OC-2 Octaver
- Voodoo Lab Sparkle Drive Overdrive Pedal
- RAT Vintage
- T-Rex Tremolo
- MXR Phase 90 Script Logo

## Prêmios e indicações
| Ano  | Premiação                             | Categoria                       | Resultado | Ref.          |
| ---- | ------------------------------------- | ------------------------------- | --------- | ------------- |
| 2007 | Prêmio Multishow de Música Brasileira | Melhor Instrumentista           | Indicado  | [ 14 ] [ 15 ] |
| 2009 | Prêmio Multishow de Música Brasileira | Melhor Instrumentista           | Indicado  | [ 16 ] [ 17 ] |
| 2009 | MTV Video Music Brasil                | Guitarrista da Banda dos Sonhos | Venceu    | [ 18 ] [ 19 ] |